# 1001° centigrades
Albums de Magma
Kobaïa
(1970) The Unnamables
(1972)
1001° centigrades est le second album studio du groupe français Magma, paru en 1971. La formation du groupe change quelque peu à l’occasion de ce nouvel opus : Claude Engel part mais n’est pas remplacé ; Alain Charlery et Richard Raux sont remplacés par Louis Toesca (trompette) et Yochk'o Seffer (saxophone, clarinette basse).
1001° centigrades est le deuxième opus de la saga kobaïenne : les paroles sont chantées en kobaïen et l’album raconte l’histoire du retour sur Terre du peuple kobaïen pour sauver la planète.

## Parution et réception
1001° centigrades bénéficie d'un accueil très favorable par la presse : chronique enthousiaste d'Yves Adrien dans Rock & Folk no 54 en juillet 1971. Jazz Hot dans son no 278 de décembre 1971 va dans le même sens.
L'album est disque du mois de juillet 1971 du magazine Best no 36. L'académie Charles-Cros lui décerne son grand prix en 1971.
Paru à l'origine en vinyle sur Philips Records (réf. 6397031), le disque sera réédité en CD en 1989 par Seventh Records (réf. REX VI).

## Liste des pistes

### Face A
1. Rïah Sahïltaahk - 21:45 (Christian Vander)

### Face B
1. "Iss" Lanseï Doïa - 11:46 (Teddy Lasry)
2. Ki Ïahl Ö Lïahk - 8:23 (Faton Cahen)

## Personnel

### Musiciens
- Christian Vander : chant, batterie, percussions
- Klaus Blasquiz : chant, percussions
- Faton Cahen : piano, claviers
- Francis Moze - basse
- Teddy Lasry - clarinette, saxophone, flûte, voix
- Yochk'o Seffer - saxophone, clarinette basse
- Louis Toesca - trompette

### Techniciens
- Dominique Blanc-Francard : ingénieur
- Louis Sarkissian : manager
- Roland Hilda : production